# Майский (Удмуртия)
Майский — починок в Завьяловском районе Удмуртии, входит в Шабердинское сельское поселение.

## География
Находится в 16 км к северо-западу от центра Ижевска. Расположен на правом берегу реки Люк. По данным 2014 года, в Майском проживает 29 человек.
В населённом пункте две улицы: ул. Луговая и ул Речная.

## Население
| 2010 | 2012 |
| ---- | ---- |
| 23   | ↗28  |